# Ritus Krjauklis
Ritus Krjauklis (Riga, 23 aprile 1986) è un ex calciatore lettone, di ruolo difensore.

## Carriera

### Club
Ha cominciato la sua carriera nelle giovanili dell'Ilūkstes e del Dinaburg: con quest'ultima squadra ha debuttato in Virslīga il 7 aprile 2007 contro il Jūrmala. Il 24 maggio realizzò contro l'Olimps Rīga, il primo gol in campionato nella stagione 2007 totalizzò 27 presenze in campionato. Nella stagione 2007 totalizzò 27 presenze in campionato, segnando tre reti.
Rimase al Dinaburg fino al fallimento della squadra, avvenuto al termine della stagione 2009; fece in tempo a debuttare nelle qualificazioni all'UEFA Europa League 2009-2010, giocando contro il Nõmme Kalju il 2 luglio 2009. Passò quindi al Ventspils, totalizzando 25 presenze in campionato e contribuendo alla vittoria della Baltic League 2009-2010.
Andò quindi in Azerbaigian, all'AZAL, disputando la seconda parte della Premyer Liqası 2010-2011 e contribuendo al raggiungimento della qualificazione al primo turno preliminare di UEFA Europa League 2011-2012 della sua squadra. Ad agosto 2011, però, torno in patria, al Metalurgs.
Con la squadra di Liepāja giocò la seconda parte della stagione 2011 e la prima parte del 2012, disputando la finale di Coppa di Lettonia: fu decisivo il suo errore dal dischetto che consentì allo Skonto di pareggiare e quindi vincere il torneo.
A luglio del 2012 si trasferisce in Sud Africa nelle file dei Golden Arrows.

### Nazionale
Ha disputato sei partite con l'Under-21, esordendo contro la Serbia in un incontro valido per le qualificazioni al campionato europeo di categoria giocato a Novi Sad.
Ha esordito con la nazionale maggiore nell'amichevole contro la Bulgaria disputata il 12 agosto 2009 entrando al 76' al posto di Oskars Kļava. Fu, invece, per la prima volta titolare tre mesi più tardi, nell'amichevole contro Honduras disputata il 14 novembre 2009.
Il 29 febbraio 2012, nell'amichevole contro il Kazakistan subì la prima espulsione in nazionale, collezionando due cartellini gialli nei primi 19 minuti di gare. Nel giugno dello stesso anno ha vinto la Coppa del Baltico, giocando da titolare entrambi gli incontri disputati dalla Lettonia.

## Statistiche

### Cronologia presenze e reti in Nazionale
| Cronologia completa delle presenze e delle reti in nazionale ― Lettonia | Cronologia completa delle presenze e delle reti in nazionale ― Lettonia | Cronologia completa delle presenze e delle reti in nazionale ― Lettonia | Cronologia completa delle presenze e delle reti in nazionale ― Lettonia | Cronologia completa delle presenze e delle reti in nazionale ― Lettonia | Cronologia completa delle presenze e delle reti in nazionale ― Lettonia | Cronologia completa delle presenze e delle reti in nazionale ― Lettonia | Cronologia completa delle presenze e delle reti in nazionale ― Lettonia |
| Data                                                                    | Città                                                                   | In casa                                                                 | Risultato                                                               | Ospiti                                                                  | Competizione                                                            | Reti                                                                    | Note                                                                    |
| ----------------------------------------------------------------------- | ----------------------------------------------------------------------- | ----------------------------------------------------------------------- | ----------------------------------------------------------------------- | ----------------------------------------------------------------------- | ----------------------------------------------------------------------- | ----------------------------------------------------------------------- | ----------------------------------------------------------------------- |
| 12-8-2009                                                               | Sofia                                                                   | Bulgaria                                                                | 1 – 0                                                                   | Lettonia                                                                | Amichevole                                                              | -                                                                       | 76’                                                                     |
| 14-11-2009                                                              | Tegucigalpa                                                             | Honduras                                                                | 2 – 1                                                                   | Lettonia                                                                | Amichevole                                                              | -                                                                       |                                                                         |
| 22-1-2010                                                               | Malaga                                                                  | Corea del Sud                                                           | 1 – 0                                                                   | Lettonia                                                                | Amichevole                                                              | -                                                                       |                                                                         |
| 3-3-2010                                                                | Luanda                                                                  | Angola                                                                  | 1 – 1                                                                   | Lettonia                                                                | Amichevole                                                              | -                                                                       | 82’                                                                     |
| 5-6-2010                                                                | Milton Keynes                                                           | Ghana                                                                   | 1 – 0                                                                   | Lettonia                                                                | Amichevole                                                              | -                                                                       | 83’                                                                     |
| 18-6-2010                                                               | Kaunas                                                                  | Lituania                                                                | 0 – 0                                                                   | Lettonia                                                                | Coppa del Baltico 2010                                                  | -                                                                       |                                                                         |
| 19-6-2010                                                               | Kaunas                                                                  | Estonia                                                                 | 0 – 0                                                                   | Lettonia                                                                | Coppa del Baltico 2010                                                  | -                                                                       |                                                                         |
| 17-11-2010                                                              | Kunming                                                                 | Cile                                                                    | 1 – 0                                                                   | Lettonia                                                                | Amichevole                                                              | -                                                                       |                                                                         |
| 9-2-2011                                                                | Adalia                                                                  | Bolivia                                                                 | 1 – 2                                                                   | Lettonia                                                                | Amichevole                                                              | -                                                                       |                                                                         |
| 26-3-2011                                                               | Tel Aviv                                                                | Israele                                                                 | 2 – 1                                                                   | Lettonia                                                                | Qual. Euro 2012                                                         | -                                                                       |                                                                         |
| 4-6-2011                                                                | Riga                                                                    | Lettonia                                                                | 1 – 2                                                                   | Israele                                                                 | Qual. Euro 2012                                                         | -                                                                       |                                                                         |
| 7-6-2011                                                                | Graz                                                                    | Austria                                                                 | 3 – 1                                                                   | Lettonia                                                                | Amichevole                                                              | -                                                                       |                                                                         |
| 10-8-2011                                                               | Riga                                                                    | Lettonia                                                                | 0 – 2                                                                   | Finlandia                                                               | Amichevole                                                              | -                                                                       |                                                                         |
| 2-9-2011                                                                | Tbilisi                                                                 | Georgia                                                                 | 0 – 1                                                                   | Lettonia                                                                | Qual. Euro 2012                                                         | -                                                                       | 86’                                                                     |
| 6-9-2011                                                                | Riga                                                                    | Lettonia                                                                | 1 – 1                                                                   | Grecia                                                                  | Qual. Euro 2012                                                         | -                                                                       | 76’                                                                     |
| 29-2-2012                                                               | Adalia                                                                  | Kazakistan                                                              | 0 – 0                                                                   | Lettonia                                                                | Amichevole                                                              | -                                                                       | 4’, 19’                                                                 |
| 1-6-2012                                                                | Võru                                                                    | Lettonia                                                                | 5 – 0                                                                   | Lituania                                                                | Coppa del Baltico 2012                                                  | -                                                                       |                                                                         |
| 3-6-2012                                                                | Võru                                                                    | Lettonia                                                                | 1 – 1 dts (5 – 3 dtr)                                                   | Finlandia                                                               | Coppa del Baltico 2012                                                  | -                                                                       |                                                                         |
| 15-8-2012                                                               | Podgorica                                                               | Montenegro                                                              | 2 – 0                                                                   | Lettonia                                                                | Amichevole                                                              | -                                                                       |                                                                         |
| 7-9-2012                                                                | Riga                                                                    | Lettonia                                                                | 1 – 2                                                                   | Grecia                                                                  | Qual. Mondiali 2014                                                     | -                                                                       |                                                                         |
| 11-9-2012                                                               | Zenica                                                                  | Bosnia ed Erzegovina                                                    | 4 – 1                                                                   | Lettonia                                                                | Qual. Mondiali 2014                                                     | -                                                                       | 18’                                                                     |
| 12-10-2012                                                              | Bratislava                                                              | Slovacchia                                                              | 2 – 1                                                                   | Lettonia                                                                | Qual. Mondiali 2014                                                     | -                                                                       | 86’                                                                     |
| Totale                                                                  |                                                                         | Presenze                                                                | 22                                                                      |                                                                         | Reti                                                                    | 0                                                                       |                                                                         |

## Palmarès

### Club
- Baltic League: 1

Ventspils: 2009-2010

### Nazionale
- Coppa del Baltico: 1

2012